# Anisopodus affinis
Anisopodus affinis är en skalbaggsart som beskrevs av Martins 1974. Anisopodus affinis ingår i släktet Anisopodus och familjen långhorningar.
Artens utbredningsområde är:
- Costa Rica.
- Panama.

Inga underarter finns listade i Catalogue of Life.